# Сказание Синухе
Сказание Синухе (Странствия Синухета) — древнеегипетский рассказ Среднего царства (приблизительно XX—XVIII века до нашей эры), действие которого происходит во время правления фараонов Аменемхета I и Сенусерта I из XII династии, одно из древнейших сохранившихся произведений художественной литературы. Вероятно, первое в мировой литературе произведение, в котором детально нарисована картина подлинных событий, без всякого привнесения фантастических элементов. Написанный автобиографической надписью от лица придворного Синухе рассказ наталкивает исследователей на мысль об историчности описываемых событий.

## Источники

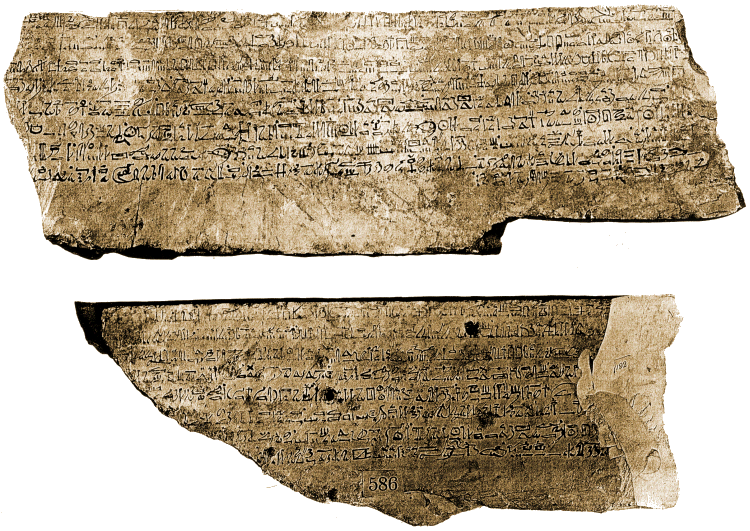
Крупнейший из найденных остраконов, на стороне которого записано Сказание Синухе, ок. 1100 год до н. э. Гробница Сеннеджема

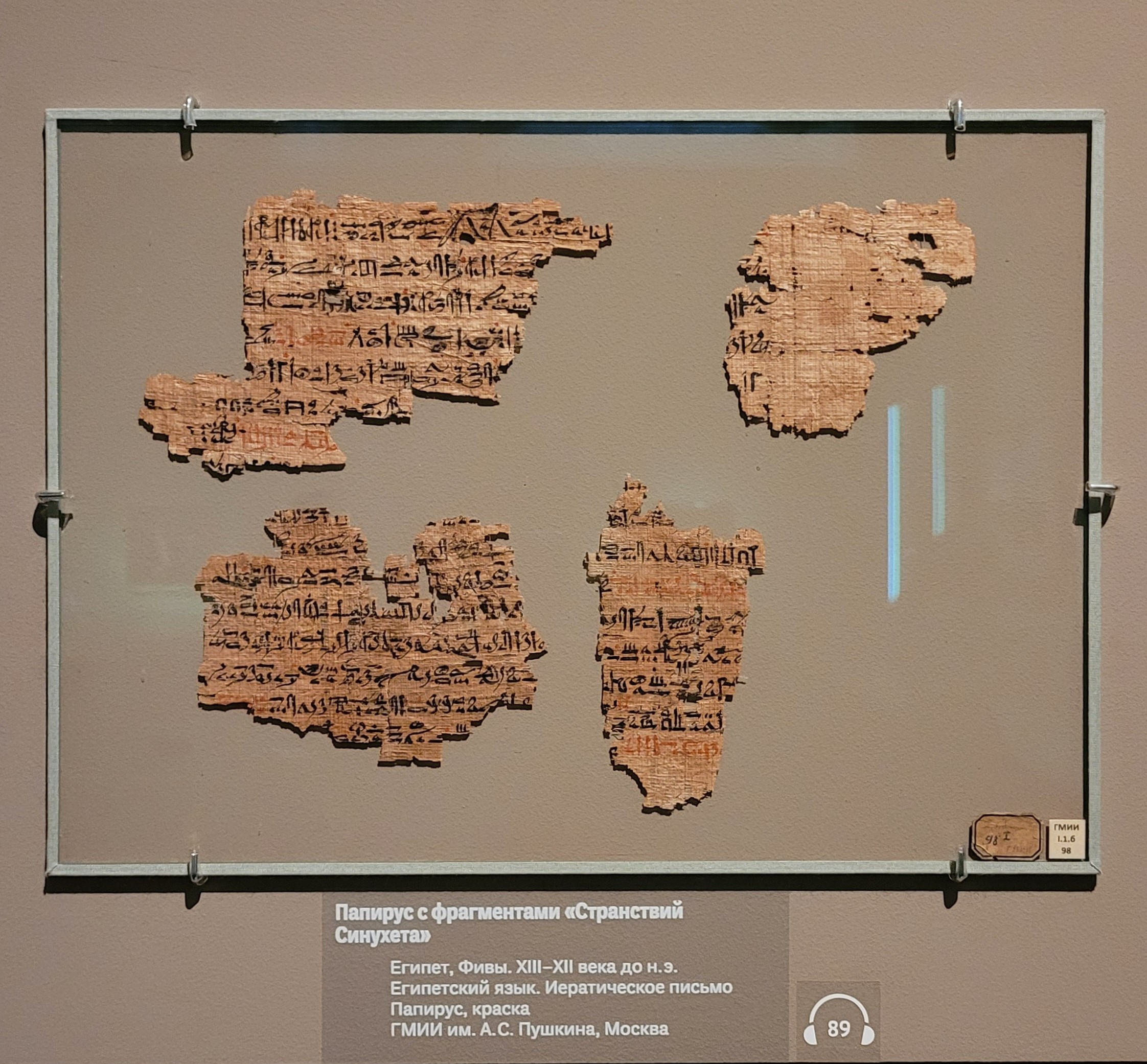
Папирус с фрагментами «Странствий Синухета». Египет, Фивы. XIII-XII века до н.э. Египетский язык. Иератическое письмо. Папирус, краска. ГМИИ им. А.С. Пушкина, Москва

## Сюжет
Вельможа Синухе («сын сикоморы») — «благородный, первенствующий, правитель земель царя в стране кочевников, истинный знакомец царя, любимец царя, спутник царя», «слуга женских покоев царя и благородной царицы» — был придворным жены наследного принца Сенусерта и сопровождал принца в походе во взбунтовавшуюся вассальную страну Техену (в Ливии). На пути к дому Сенусерт получил известие о смерти его отца фараона Аменемхета I. Никому не сообщив, Сенусерт посреди ночи помчался в столицу с целью предупредить возможных заговорщиков и утвердиться на престоле. Одновременно известие было доставлено заговорщиками неназванному принцу, который тоже находился при войске и претендовал на престол. Синухе стал случайным свидетелем разговора заговорщиков с принцем. Испугавшись смуты и, очевидно, истребления победителями всех приближенных Сенусерта (включая самого Синухе), Синухе немедленно бежал из лагеря с целью покинуть Египет.

«Направился я на юг, уже и не помышляя о царском подворье, ибо думал я: будет резня во Дворце и не уйти мне живым после неё».

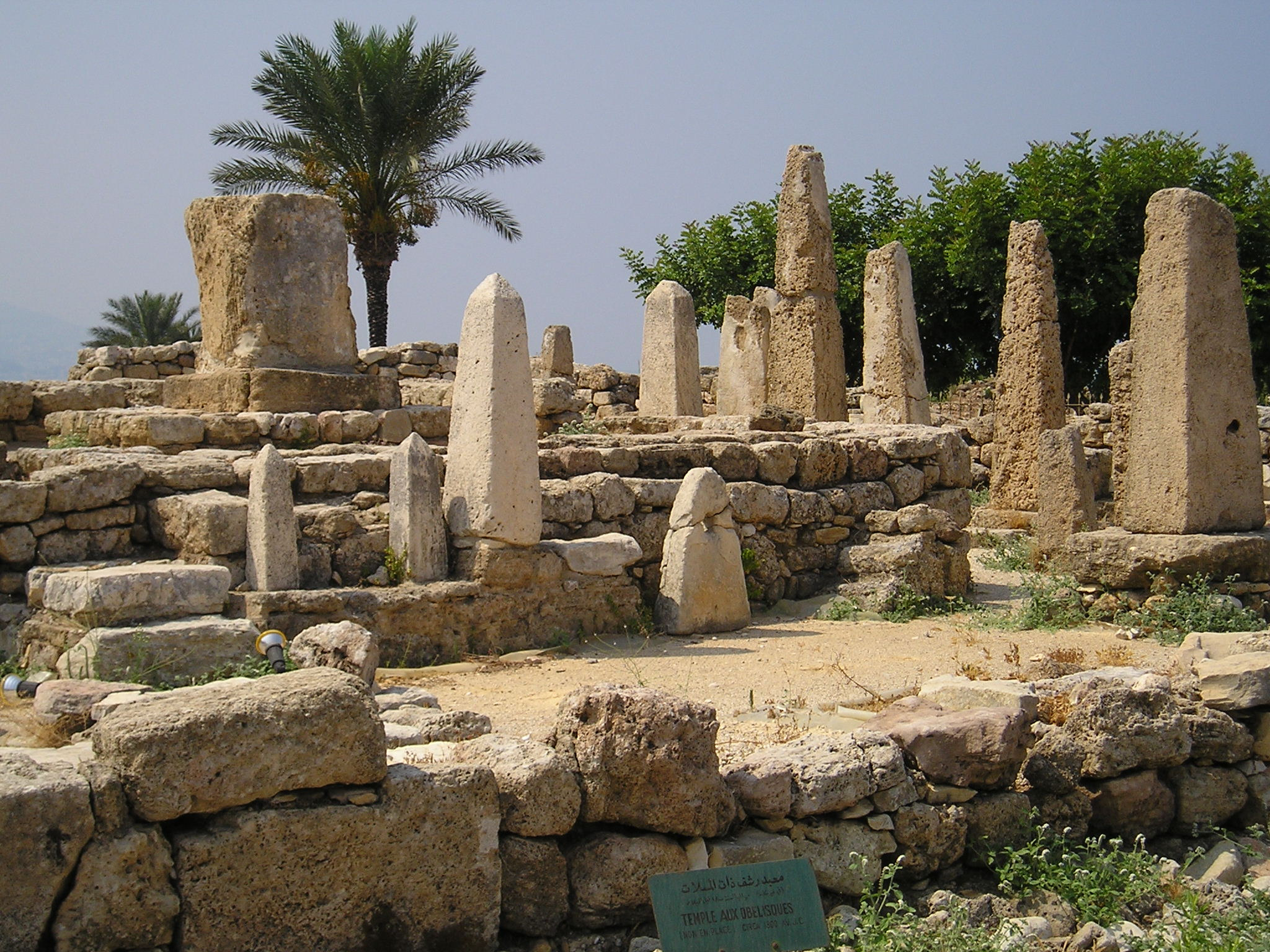
Храм обелисков в Библе — городе, который проезжал Синухе.

И ночью, и днём герой идёт, переправляется на плоту по Нилу, пока не достигает Стены Правителя на северо-восточной границе Египта. В жаркой пустыне (очевидно, Синайской) Синухе едва не погиб от жажды. Встретившиеся кочевники спасли путника и оказали радушный приём. С ними Синухе кочует из страны в страну:

 «Страна передавала меня стране! Ушёл я из Библа, и достиг я Кедема. Провёл я там полтора года. Принял меня к себе Амуненши — он правитель Верхней Ретену».
В Ретену (совр. Сирия. Название может переводиться как «скудная земля», «степь») Синухе солгал гостеприимному Амуненши о причинах своего бегства и посоветовал наладить дружбу с фараоном Сенусертом. Вождь выдал замуж за Синухе свою старшую дочь и даровал плодородную землю Иаа, назначил своим полководцем. Синухе победил в открытом бою своего врага, «силача Ретену», отчего приумножил свои богатства и славу.
Много славных лет прожил Синухе в Ретену, но не переставал тосковать по родине, где мечтает быть погребённым.

«Смилуйся, верни меня в резиденцию! Дай мне увидеть место, где пребывает моё сердце! Что важнее, чем погребение моего тела в земле, где я родился! Приди на помощь! Счастливое событие свершилось — я умиротворил бога! Да поступит он подобным образом, чтобы облагодетельствовать кончину того, кого он [раньше] притеснял, [ибо] сердце его болит за изгнанного им жить на чужбине.».
Фараон прислал приглашение Синухе, которого ни в чём не винит, и тот, оставив наследником своих владений старшего сына, едет в Египет на склоне лет. Ему возвращают облик египтянина, выделяют поместье и «посмертный надел» — гробницу, как и положено вельможе.

## Анализ

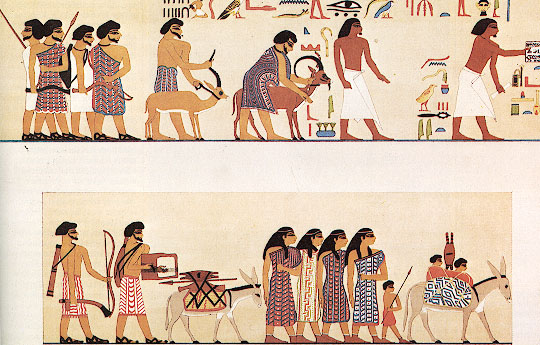
Изображение «азиатов» из гробницы Хнумхотепа II

Имя Синухе (ег. S3-nh.t) типично для Среднего царства и, возможно, указывает на его посвящённость богине Хатхор, покровительнице любви, веселья и египтян, оказавшихся на чужбине. Имя переводится как «сын сикоморы», а священным деревом Хатхор был сикомор.
Рассказ Синухета ведется от лица автора — высокопоставленного египетского чиновника, бежавшего из Египта в Сирию после смерти фараона Аменемхета I (1992-1972 до н. э.) и проживавшего там долгое время. Повесть написана ритмической прозой и «отражает политические умонастроения своего времени». Образ идеального царя, нарисованный в ответе Синухета Амуненши, свидетельствует об изменении внутренней политики при Сенусерте. Дипломатические отношения Египта с сиро-палестинскими правителями, связь через гонцов, подарки, посылаемые в ту и другую сторону, дают полную картину внешних сношений Египта. Находка в Египте сокровищ из клада Тод, раскопки на восточном побережье Средиземного моря подтверждают эти связи». Согласно переводчику и исследователю египетских литературных текстов И. Г. Лившицу, «именно при Синусерте были налажены мирные дипломатические связи и обмен подарками с местными царьками».

### Бой с «силачом Ретену»
Небольшой, но значимый эпизод сражения Синухе с «силачом Ретену» показывает победу и величие Египта над чужеземным, варварским государством. Этот бой напоминает библейское описание сражения Давида с Голиафом. Давид обращается к Богу за помощью, как Синухе взывает к Монту, и повергает прежде непобедимого силача. Также сходным элементом является речевая перепалка перед самим сражением. Подобный ход используется также в «Илиаде» Гомера (Парис в третьей песне, Гектор — в седьмой). Легенда о неравном бое между Синухе и «силачом Ретену», Давидом и Голиафом может происходить из общего корня сирийско-палестинского фольклора, либо восходить к Первому переходному периоду (ок. 2250—2050 годы до н. э.).

## Влияние на культуру
- Некоторые эпизоды напоминают аналогичные библейские сюжеты, например бой Давида с Голиафом (единоборство Синухе с сирийским богатырём), историю Иосифа, попытки пророка Ионы сбежать от Бога (в случае Синухе — фараона) и притчу о блудном сыне.
- Финский писатель Мика Валтари использовал это сказание в своём историческом романе «Синухе, египтянин» (фин. Sinuhe egyptiläinen). Роман вышел в 1945 и сразу стал бестселлером, переведённым на многие языки и экранизированным в 1954 году, как фильм «Египтянин». Действие романа Валтари происходит в XIV веке до н. э., где Синухе служит врачом при дворе фараона Эхнатона, а затем отправляется в Вавилон, Крит и другие места известного тогда мира.
- У египетского писателя и нобелевского лауреата Нагиба Махфуза есть рассказ «Возвращение Синухе» (Awdat Sinuhi), написанный в 1941 году[15].
- Астероид (4512) Синухе, открытый в 1939 году финским астрономом Ирьё Вяйсяля, назван в честь романа Мика Валтари «Синухе, египтянин».